# Бритайское водохранилище
Бритайское водохранилище — среднее русловое водохранилище на реке Бритай, расположенное у сёл Михайловка, Братолюбовка Лозовского района и Акимовка Близнюковского района Харьковской области.
Водохранилище построено в 1935 году по проекту института «Харкивдипротранс». Назначение — техническое водоснабжение железнодорожного узла Лозовского отделения Южной железной дороги, рекреация. Вид регулирования — многолетнее.

## Основные параметры водохранилища
- Нормальный подпорный уровень — 115,66 м;
- Форсированный подпорный уровень — 116,95 м;
- Полный объем — 8,20 млн м³;
- Полезный объем — 7,50 млн м³;
- Длина — 5,50 км;
- Средняя ширина — 0,44 км;
- Максимальные ширина — 0,75 км;
- Средняя глубина — 2,85 м;
- Максимальная глубина — 7,00 м.

## Основные гидрологические характеристики
- Площадь водосборного бассейна — 220 км².
- Годовой объем стока 50 % обеспеченности — 9090000 м³.
- Паводковый сток 50 % обеспеченности — 5060000 м³.
- Максимальный расход воды 1 % обеспеченности — 118 м³/с.

## Состав гидротехнических сооружений
- Глухая земляная плотина длиной — 660 м, высотой — 11,7 м, шириной — 8 м.
- Береговой многоступенчатый бутобетонный водосброс с автодорожным мостом. Расчётный расход — 118 м³/с. Ширина подводного канала — 32,0 м. Общая длина водосброса — 90 м. Количество ступеней — 9 шт, Длина ступеней — 9 м.
- Рекомендуемый водовыпуск отсутствует.

## Использование водохранилища
Водохранилище использовалось для водоснабжения железнодорожной станции Лозовая ЮЖД. Подача воды осуществлялась по 2-м стальным трубопроводам на расстояние 9,31 км.